# Fritillaria rhodia
Fritillaria rhodia, llamado también ajedrezada de Rodas, es una especie de plantas de Grecia de la familia de los lirios. La única población salvaje conocida está en la Isla de Rodas en el Mar Egeo, aunque la especie ha sido cultivada en otros lugares.